# Toma de Cuenca
La toma de Cuenca fue un enfrentamiento entre republicanos y carlistas durante la tercera guerra carlista. En este choque, los carlistas lograron el dominio de Cuenca, que fue saqueada, además Alfonso de Borbón y Austria, hermano del pretendiente Carlos VII, ejerció una dura represión sobre el bando gubernamental.

## Antecedentes
La guerra había comenzado en el este de España el 21 de abril de 1872, con levantamientos en Cataluña, de la mano de Francisco Savalls o Juan Castells y otros alzamientos en el Maestrazgo y en Valencia, encabezados por Antonio Dorregaray y Ferrer. Los carlistas de esta zona de España, liderados por Alfonso Carlos de Borbón, lograron durante 1873 victorias que permitieron el afianzamiento en sus territorios. Ese mismo año Isidoro del Castillo intentó tomar Cuenca, sin éxito.

### Primera toma de Cuenca
En octubre de 1873, 2600 carlistas liderados por José Santés, que había emprendido una campaña por Guadalajara y Cuenca, sorprendieron a la guarnición de la capital de esta última y se hicieron con el control de la ciudad conquense el día 16 de octubre. Inmediatamente Madrid envió un contingente a recuperar la ciudad. Los carlistas, que habían obtenido armas, munición y un generoso botín en la ciudad, la abandonaron y emprendieron la retirada. El caso es que a pesar de que la victoria aumentó la moral de los tradicionalistas, los conflictos entre el general Savalls y el infante Alfonso hicieron muy difícil que la guerra se decantase del lado faccioso. Fueron estas distensiones entre altos mandos las que llevaron a Alfonso Carlos a tomar Cuenca, en 1874.

## La toma de 1874
El 12 de julio 7000 carlistas al mando de Don Alfonso se presentaron en las proximidades de Cuenca tras un fallido intento de tomar Teruel. Tras la posterior llegada de Cucala y sus tropas, podía haber unos 14 000 soldados carlistas a la hora de tomar la plaza. El día 13 de julio todo el ejército carlista estaba ante la ciudad del Júcar. El bombardeo empezó al día siguiente. Muchos vecinos afines a la causa carlista huyeron y se incorporaron al ejército sitiador. Los carlistas pronto dominaron la Carretería y se hicieron con las casas a la orilla izquierda del río Huécar. El 14 de julio los carlistas decidieron un ataque general, la defensa era difícil para los republicanos, pero Madrid había prometido refuerzos. Sin embargo, el día 15 se ocupó una parte importante de la ciudad, haciendo que los defensores sólo controlasen el centro de la ciudad. La situación era crítica. Finalmente, el día 15, tras un bombardeo general, se abrió una brecha en la defensa. La ciudad fue cayendo poco a poco durante la madrugada, y el brigadier De la Iglesia, comandante republicano, huyó. Aun así la ciudad aguantaría hasta las diez de la mañana.
Los días posteriores a la derrota se saldaron con un saqueo general de los carlistas, por lo que este enfrentamiento es también conocido como el saco de Cuenca.